# Styrbordsknattane
Styrbordsknattane är en bergstopp i Antarktis. Den ligger i Östantarktis. Norge gör anspråk på området. Toppen på Styrbordsknattane är 1 522 meter över havet, eller 180 meter över den omgivande terrängen. Bredden vid basen är 2,8 km.
Terrängen runt Styrbordsknattane är varierad. Trakten är obefolkad. Det finns inga samhällen i närheten. 